# یوکی تومومیتسو
یوکی تومومیتسو (به ژاپنی: 結城 朝光 ゆうき ともみつ)، تولد ۱۱۶۸ - مرگ نامشخص یک فرمانده نظامی و نگهبان با نفوذ از اواخر دوره هی‌آن تا اواسط دوره کاماکورا. اولین رئیس خاندان شیموسا یوکی بود. در برخی از کتاب‌ها، او با نام اویاماتو مومیتسو نوشته شده است، اما از آنجایی که او بنیانگذار خاندان یوکی بود، نام بعدی او، یوکی تومومیتسو، بیشتر شناخته شده است. او در سال ۱۱۶۸ به عنوان سومین پسر کویاما ماسامیتسو کویاما، خاندان قبیله ای قدرتمند از کویاما، خاندان شیموتسوکه، که جدش فرمانده نظامی پایگاه نظامی فوجیوارا هیده‌ساتو بود، به دنیا آمد. مادر او ساگانی، دختر هاتا مونتسونا، ندیمه میناموتو نو یوریتومو بود،
در سال ۱۱۹۵، زمانی که یوریتومو در مراسم یادبود بازسازی معبد تودایجی شرکت کرد، درگیری بین اعضای سامورایی در کاماکورا درگرفت، اما در این زمان، آسامیتسو به طرز درخشانی میانجیگری کرد و از او قدردانی کردند. در اکتبر ۱۱۹۹، اندکی پس از مرگ یوریتومو، آسامیتسو، که به دلیل اتهامات نادرست کاجیوارا کاگه‌توکی در مخمصه ای قرار داشت، ۶۶ ملازم با نفوذ، از جمله میئورا یوشیمورا، را گرد هم آورد و به‌طور مشترک «شکایت از کاگه‌توکی» را تهیه کردند و به شوگون دوم، میناموتو نو یوری‌ایه ارسال کردند. در سقوط کاجیوارا کاگه‌توکی و نابودی او در (حادثه کاجیوارا کاگه‌توکی) نقش داشت.